# The Rise & Fall (Madness)
The Rise & Fall is het vierde studio-album van de Britse ska-popband Madness. In Engeland haalde het de tiende plaats, in Nederland werd het een krappe top 50-notering.

## Achtergrond
The Rise & Fall werd in de loop van 1982 opgenomen en liet een serieuzer geluid horen dan hits als Baggy Trousers en Embarrassment. De reden was dat de nutty boys tijdens de Britse najaarstournee van 1981 zwaar aangeslagen waren door wat ze onderweg allemaal zagen. "Neerslag, werkloosheid, rellen, fans die geen hoop meer hadden op de toekomst" somde zanger Suggs in 1985 op. "En toen we aan nieuwe songs begonnen te werken gingen die (voornamelijk) over het verval van Engeland". 
Tweede zanger Carl 'Chas Smash' Smyth beweerde later dat het oorspronkelijke plan was om een plaat te maken over jeugdsentiment en dat slechts twee nummers daadwerkelijk bij dat onderwerp aansloten; de door Suggs geschreven titeltrack (waarin zijn Liverpoolse jeugdbuurt tegen de vlakte ging) en de eerste single Our House. Saxofonist Lee Thompson, door velen gezien als de grootste lolbroek van het stel, schreef teksten over gesneuvelde Falklandmilitairen (Blue Skinned Beast) en drugsverslaving (Are You Coming With Me ?). Sunday Morning markeerde het songschrijversdebuut van drummer Daniel 'Woody' Woodgate. Tiptoes, over een man die droomt dat hij van een gebouw naar beneden springt en een voorbijganger plet, werd al in september 1981 gespeeld bij een radiosessie.
De sepiakleurige hoesfoto werd geschoten op Primrose Hill met de bandleden uitgedost als de personages uit de songs terwijl de achterkant een kale vlakte liet zien. De binnenhoes toonde een kleurenfoto van een komische act.

## Ontvangst en promotie
The Rise & Fall verscheen in november 1982, maar ondanks goud in de voorverkoop zakte het album in Engeland al in de tweede week.                 
Bange vermoedens van de Britse pers dat veel jeugdige fans weleens zouden afhaken door deze stijlbreuk werden met terugwerkende kracht bevestigd. In Nederland juichten bladen als OOR en Hitkrant het wel toe dat "de ernst des levens tot Madness (begon) door te dringen", maar voor het publiek bleef Madness de band van de pretletters en fuifnummers. 
The Rise & Fall werd gepromoot met tournees door België, Nederland en Duitsland (november-december 1982), Engeland (februari-maart 1983) en de Verenigde Staten (augustus-september 1983) waar het album als titelloze semi-hitverzamelaar was uitgebracht. 
Suggs · Mike Barson · Lee Thompson · Chris Foreman · Mark Bedford · Daniel Woodgate · Chas Smash